# 다른 사회당
다른 사회당(네덜란드어: Socialistische Partij Anders 소시알리스티셰 파르티 안더르스[*])은 벨기에의 정당이다. 네덜란드어 사용지역인 플란데런 지역을 기반으로 하는 중도좌파 계열 정당이다. 1978년 벨기에 사회당의 해산과 동시에 창당되었다.